# James Robinson (Footballspieler, 1998)
James Robinson (geboren am 9. August 1998 in Rockford, Illinois) ist ein US-amerikanischer American-Football-Spieler auf der Position des Runningbacks. Er spielte College Football für die Illinois State University und stand zuletzt bei den New Orleans Saints in der National Football League (NFL) unter Vertrag. Zuvor spielte Robinson für die Jacksonville Jaguars und die New York Jets.

## College
Robinson besuchte die Rockford Lutheran High School in seiner Heimatstadt Rockford, Illinois. Dort erlief er in vier Jahren 9045 Yards und 158 Touchdowns, womit er jeweils neue Rekordwerte in seinem Bundesstaat aufstellte. Anschließend ging er auf die Illinois State University, wo er von 2016 bis 2019 für die Illinois State Redbirds in der zweitklassigen NCAA Division I Football Championship Subdivision (FCS) spielte. Dort wurde er dreimal in das All-Star-Team seiner Conference gewählt. Seine erfolgreichste Saison für Illinois State hatte er 2019, als er 1899 Yards erlief und 18 Touchdowns erzielte. In diesem Jahr wurde er auch zum All-American in der FCS ernannt. In seiner Zeit bei den Redbirds bestritt Robinson 46 Spiele, in denen er auf 4444 Rushing Yards und 46 Touchdowns kam. Im Januar 2020 nahm er am East-West Shrine Bowl teil und erzielte dort 80 Yards Raumgewinn im Laufspiel sowie 56 Yards im Passspiel.

## NFL
Robinson wurde im NFL Draft 2020 nicht ausgewählt und im Anschluss als Undrafted Free Agent von den Jacksonville Jaguars unter Vertrag genommen. Im Trainingscamp konnte Robinson von sich überzeugen, sodass er infolge der Entlassung von Leonard Fournette als Starter für die Jaguars in die Saison ging. Sein Start in die Saison verlief äußerst erfolgreich. Bei seinem NFL-Debüt schlugen die Jaguars überraschend die Indianapolis Colts, Robinson kam dabei auf 62 Rushing Yards und fing einen Pass für 28 Yards. In den folgenden Spielen konnte Robinson seine Leistung weiter steigern, sein erster Touchdown gelang ihm am zweiten Spieltag gegen die Tennessee Titans. Über die ersten drei Spiele erzielte Robinson 339 Yards Raumgewinn und drei Touchdowns. Er wurde als NFL Rookie of the Month im Monat September ausgezeichnet. Die letzten beiden Partien der Saison verpasste Robinson wegen einer Knöchelverletzung. Mit insgesamt 1070 Yards Raumgewinn im Laufspiel verpasste er knapp den Rekord von Dominic Rhodes (1104 Yards) für die meisten Rushing Yards eines nicht im Draft ausgewählten Rookies.
Robinson blieb in der Saison 2021 Starter, sah aber unter dem neuen Head Coach Urban Meyer weniger Einsatzzeit als im Vorjahr, da dieser ihn nach Fumbles mehrfach für längere Zeit auf die Bank setzte. Meyer wurde infolge zahlreicher weiterer Unstimmigkeiten noch vor Ende der Saison entlassen, zuvor hatte Starting-Quarterback Trevor Lawrence sich öffentlich dafür ausgesprochen, dass Robinson mehr eingesetzt werden würde. Am 16. Spieltag zog Robinson sich im Spiel gegen die New York Jets einen Achillessehnenriss zu und fiel damit für den Rest der Saison aus. Bereits zuvor hatte er eine Partie wegen einer Fersen- und einer Knieverletzung verpasst. Mit 767 Yards Raumgewinn im Laufspiel führte er sein Team an.
In der Saison 2022 entwickelte sich bei den Jaguars der in der ersten Runde des Drafts 2021 ausgewählte Travis Etienne zum neuen Nummer-eins-Runningback, nachdem er die Saison 2021 verletzungsbedingt verpasst hatte. Am 25. Oktober 2022 gaben die Jaguars Robinson daher nach sieben Spielen im Austausch gegen einen Sechstrundenpick, der zu einem Fünftrundenpick werden kann, an die New York Jets ab. Bei den Jets hatte sich zuvor mit Breece Hall der etatmäßige Starter verletzt.
Am 15. März 2023 wurde Robinson von den New England Patriots verpflichtet und erhielt einen Zweijahresvertrag, der aber bereits vor Saisonbeginn am 12. Juni 2023 wieder aufgelöst wurde. Am 21. Juli 2023 nahmen die New York Giants Robinson unter Vertrag, entließen ihn aber ebenfalls vor Saisonbeginn Ende August.
Am 17. Oktober 2023 nahmen die Green Bay Packers Robinson in ihren Practice Squad auf. Am 22. November wurde er nach einer zwischenzeitlichen Entlassung in den aktiven Kader aufgenommen. Am 5. Dezember 2023 wurde Robinson erneut entlassen. Am 13. Dezember 2023 nahmen die New Orleans Saints Robinson unter Vertrag. Nach Saisonende unterschrieb er im Januar auch für die Saison 2024 in New Orleans. Robinson wurde am 27. August 2024 im Rahmen der Kaderverkleinerung auf 53 Spieler von den Saints entlassen.

### NFL-Statistiken
| Saison                             | Team  | Spiele | Spiele | Rushing | Rushing | Rushing | Rushing | Rushing | Receiving | Receiving | Receiving | Receiving | Receiving | Fumbles | Fumbles |
| Saison                             | Team  | GP     | GS     | Att     | Yds     | Avg     | Lng     | TD      | Rec       | Yds       | Avg       | Lng       | TD        | Fum     | Lost    |
| ---------------------------------- | ----- | ------ | ------ | ------- | ------- | ------- | ------- | ------- | --------- | --------- | --------- | --------- | --------- | ------- | ------- |
| 2020                               | JAX   | 14     | 14     | 240     | 1070    | 4,5     | 47      | 7       | 49        | 344       | 7,0       | 28        | 3         | 3       | 1       |
| 2021                               | JAX   | 14     | 13     | 164     | 767     | 4,7     | 58      | 8       | 31        | 222       | 7,2       | 26        | 0         | 4       | 2       |
| 2022                               | JAX   | 7      | 5      | 81      | 340     | 4,2     | 50      | 3       | 9         | 46        | 5,1       | 10        | 1         | 1       | 0       |
| 2022                               | NYJ   | 4      | 0      | 29      | 85      | 4,4     | 16      | 0       | 2         | 5         | 2,5       | 7         | 1         | 0       | 0       |
| 2023                               | GB    | 1      | 0      | 1       | 2       | 2,0     | 2       | 0       | 1         | −2        | −2,0      | −2        | 0         | 0       | 0       |
| Total                              | Total | 40     | 32     | 515     | 2264    | 4,4     | 58      | 18      | 92        | 615       | 6,7       | 28        | 5         | 8       | 3       |
| Quelle: pro-football-reference.com |       |        |        |         |         |         |         |         |           |           |           |           |           |         |         |